# تفنگدار دریایی (فیلم)
تفنگدار دریایی یا تکاور (به انگلیسی: The Marine) فیلمی محصول سال ۲۰۰۶ با بازی جان سینا، رابرت پاتریک، کلی کلارسون و آنتونی ری پارکر است که توسط میشل گلگر و آلن بی. مکلروی نوشته‌شده و توسط جان بونیتو کارگردانی شده‌است. این فیلم در بخش فیلم سازی دبلیو دبلیو ای ساخته و توسط فاکس قرن بیستم در ایالات متحده توزیع شد.

## خلاصه داستان
جان تریتون(جان سینا) نگهبان یک شرکت است ولی اوبه خاطر درگیری بایکی از مراجعان شغل خود را از دست می‌دهد او و همسرش(کلی کلارسون) تصمیم می‌گیرند برای دور شدن از این اتفاق به سفر بروند ولی در بین راه وقتی قصد استراحت و خرید دارند در یک پمپ بنزین توقف می‌کنند.
همزمان با آنها گروهی تبهکار که الماس سرقت کرده‌اند هم درآنجا توقف می‌کنند وقتی پلیس به دزدان مشکوک می‌شود سردسته دزدها(رابرت پاتریک) تصمیم می‌گیرد همه حاضران در آنجا را بکشد او تمام حاضران درپمپ بنزین را می‌کشد و همسر جان را گروگان می‌گیرد جان تریتون(جان سینا) که درون فروشگاه پنهان شده جان سالم به در می‌برد و تمام تلاش خود رابرای پیدا کردن همسرش (کلی کلارسون) و نابودی تبهکاران می‌کند.
جان (جان سینا) که قبلاً در نیروی دریایی تفنگدار بوده در این راه از تمام تجربیات قبلی خود استفاده می‌کند

## دنباله‌ها
- تفنگدار دریایی ۲ (۲۰۰۹)
- تفنگدار دریایی ۳: جبهه خودی (۲۰۱۳)
- تفنگدار دریایی ۴: هدف متحرک (۲۰۱۵)
- تفنگدار دریایی ۵: میدان جنگ (۲۰۱۷)
- تفنگدار دریایی ۶: یک چهارم پایانی (۲۰۱۸)